# Donald Whitaker
Donald Whitaker (26 de agosto de 1992) es un jinete británico que compite en la modalidad de salto ecuestre. Es sobrino de los jinetes John y Michael Whitaker, y su hermana Ellen compitió en el mismo deporte.
Ganó una medalla de plata en el Campeonato Europeo de Saltos Ecuestres de 2025, en la prueba por equipos.

## Palmarés internacional
| Campeonato Europeo | Campeonato Europeo | Campeonato Europeo | Campeonato Europeo |
| Año                | Lugar              | Medalla            | Categoría          |
| ------------------ | ------------------ | ------------------ | ------------------ |
| 2025               | La Coruña (España) | Medalla de plata   | Por equipos        |